# Архиепархия Гуаякиля
Архиепархия Гуаякиля (лат. Archidioecesis Guayaquilensis) — архиепархия Римско-католической церкви с центром в городе Гуаякиль в Эквадоре.

## Территория
Епархия включает в себя территорию провинций Гуаяс и Санта-Элена в Эквадоре. В митрополию Куэнки входят епархии Бабаойо, Сан-Хасинто-де-Ягачи. Кафедральным собором архиепархии является собор Святого Петра. Территория архидиоцеза разделена на 221 приход. В архиепархии служат 339 священников (207 приходских и 132 монашествующих), 25 диаконов, 155 монахов, 523 монахини.

## История
Епархия Гуаякиль была создана 29 января 1838 года римским папой Григорием XVI буллой «Высшим благословением» (лат. In supremo beati) на части территории епархии (ныне архиепархии) Куэнки. Вначале входила в митрополию Лимы. 13 января 1848 года диоцез был включён в митрополию Кито.
В 1851 году попытка правительства Эквадора вмешиваться в процесс назначения епископов привела к тому, что кафедра оставалась вакантной до 1861 года. Кризис в отношениях между правительством и епархиальной курией продолжился и в последующие годы.
23 марта 1870 года на части территории диоцеза была основана епархия (ныне архиепархия) Портовьехо.
В 1884 году епископ Роберто-Мария Посо-и-Мартин был отстранён от кафедры Святым Престолом и отправился в изгнание в Перу, затем в Чили. Во главе кафедры Гуаякиля находился апостольский администратор.
В 1915 году правительство заняло более примирительную позицию и предложило Святому Престолу определиться с кандидатурой епископа. Выбор Святого Престола остановился на Андресе Мачадо, архиепископе Кито, но кандидата отвергло правительство. Окончательно кризис был урегулирован только в 1917 году.
15 июля 1948 года, 6 мая 1950 года и 26 июля 1954 года на части территории диоцеза были созданы апостольский викариат Лос-Риоса (ныне епархия Бабаойо), апостольская префектура Галапагос (ныне апостольская викариат Галапагос) и территориальная прелатура Эль-Оро (ныне епархия Мачалы).
22 января 1956 года диоцез был возведен в статус митропольной архиепархии. 4 ноября 2009 года на части территории епархии была создана епархия Сан-Хасинто-де-Ягачи.

## Ординарии
- Франсиско Хавьер де Гарайсоа (15.2.1838 — 5.9.1851), назначен архиепископом Кито;
  - Sede vacante (1851 — 1861);
- Хосе-Томас Агирре-и-Ансоатеги (22.7.1861 — 1868);
- Хосе-Мария Лисарсабуро-и-Борха, S.J. (22.11.1869 — 1877);
- Роберто-Мария Посо-и-Мартин, S.J. (13.11.1884 — 1911);
- Хуан-Мария Риера, O.P. (19.1.1912 — 20.11.1915);
- Андрес Мачадо, S.J. (26.4.1916 — 22.1.1926);
- Карлос-Мария-Хавьер де ла Торре (20.12.1926 — 8.9.1933), назначен архиепископом Кито;
- Хосе-Феликс Эредиа-Сурита, S.J. (16.12.1937 — 2.8.1954);
- Сезар-Антонио Москера-Корраль (11.10.1954 — 11.3.1969);
- кардинал Бернардино Эчеверия Руис, O.F.M. (10.4.1969 — 7.12.1989);
- Хуан Игнасио Ларреа Холгуин (7.12.1989 — 7.5.2003);
- Антонио Арреги-Йарса (7.5.2003 — 24.09.2015);
- кардинал Луис Херардо Кабрера Эррера, O.F.M. (24.09.2015 — по настоящее время).